# HD 1092
HD1092 є хімічно пекулярною зорею спектрального класу
F0 й має видиму зоряну величину в
смузі V приблизно  9.6.
Вона знаходиться  у сузір'ї Андромеди.